# Такасу (княжество)
Княжество Такасу (яп. 高须藩 Такасу-хан) — феодальное княжество (хан) в Японии периода Эдо (1600—1870). Такасу-хан располагался в провинции Мино (современная префектура Гифу) на острове Хонсю.
Дочернее княжество Овари-хана.

## История
Административный центр княжества: город Кайдзу (провинция Мино).
Доходы хана:
1600—1628 годы — 50 000 коку риса
1640—1691 годы — 22 000 коку
1700—1870 годы — 30 000 коку риса
В 1600 году после битвы при Секигахара княжество Такасу в провинции Мино получил во владение Токунага Нагамаса (1549—1612), даймё Такамацу-хана (1583—1600). В 1612 году после смерти Нагамасы княжество унаследовал его старший сын Токунага Масанару (1581—1642), ставший 2-м даймё Такасу-хана (1612—1628).
В 1628—1640 годах Такасу-хан находился под прямым управлением сёгуната.
В 1640 году княжество было передано во владение Огасавара Саданобу (1631—1714), 2-й даймё Сэкияда-хана. В 1691 году Саданобу был переведен из Такасу в Кацуяма-хан в провинции Этидзэн.
В 1691—1700 годах Такасу-хан вторично находился под контролем сёгунского правительства (бакуфу).
В 1700 году княжество было передано в управление роду Мацудайра, который имел статус симпан-даймё и владел ханом до 1870 года. Первым правителем княжества стал Мацудайра Ёсиюки (1656—1712), даймё Такаи-хана (1681—1700), сын Токугавы Мицумото (1625—1700), 2-го даймё Овари-хана (1650—1693).
Мацудайра Катамори, Мацудайра Садааки, Токугава Ёсикацу и Токугава Мотинага, сыновья Мацудайра Ёситацу, 10-го даймё Такасу-хана, играли важную роль в конце сёгуната Токугава в Японии.
В 1870 году Такасу-хан был упразднен.

## Правители княжества
- Токунага, 1600—1628 (тодзама-даймё)

| № | Имя               | Имя      | Годы правления | Годы жизни  | Примечания                            |
| - | ----------------- | -------- | -------------- | ----------- | ------------------------------------- |
| 1 | Токунага Нагамаса | 徳永寿昌 | 1600 — 1612    | 1549 — 1612 | Сын самурая Токунаги Масатоси         |
| 2 | Токунага Масанару | 徳永昌重 | 1612 — 1628    | 1581 — 1642 | Старший сын и преемник Хонды Тадакацу |

- Огасавара, 1640—1691 (тодзама-даймё)

| № | Имя                | Имя        | Годы правления | Годы жизни  | Примечания                                             |
| - | ------------------ | ---------- | -------------- | ----------- | ------------------------------------------------------ |
| 1 | Огасавара Саданобу | 小笠原貞信 | 1640 — 1691    | 1631 — 1714 | Сын Огасавары Масанобу, 1-го даймё Сэкиядо (1619-1640) |

- Мацудайра, 1700—1870, (симпан-даймё)

| №  | Имя                | Имя      | Годы правления | Годы жизни  | Примечания                                                                 |
| -- | ------------------ | -------- | -------------- | ----------- | -------------------------------------------------------------------------- |
| 1  | Мацудайра Ёсиюки   | 松平義行 | 1700 — 1715    | 1656 — 1715 | Второй сын Токугавы Мицутомо, 2-го даймё Овари-хана                        |
| 2  | Мацудайра Ёситака  | 松平義孝 | 1715 — 1732    | 1694 — 1732 | Сын Токугавы Цунанари, 3-го даймё Овари-хана, усыновлен Мацудайрой Ёсиюки  |
| 3  | Токугава Мунэкацу, | 徳川宗勝 | 1732 — 1739    | 1705 — 1761 | Сын Мацудайры Томоаки                                                      |
| 4  | Мацудайра Ёситоси  | 松平義敏 | 1739 — 1771    | 1734 — 1771 | Третий сын и преемник Токугавы Мунэкацу                                    |
| 5  | Мацудайра Ёситомо  | 徳川治行 | 1771 — 1777    | 1760 — 1793 | Старший сын и преемник Мацудайры Ёситоси                                   |
| 6  | Мацудайра Ёсихиро  | 松平義裕 | 1777 — 1795    | 1762 — 1795 | Второй сын Мацудайры Ёситоси                                               |
| 7  | Мацудайра Кацумаса | 松平義当 | 1795 — 1801    | 1738 — 1801 | Сын 3-го даймё Такасу-хана Токугавы Мунэкацу, усыновлен Мацудайрой Ёсихиро |
| 8  | Мацудайра Ёсисуэ   | 松平義居 | 1801 — 1804    | 1785 — 1804 | Сын Токугавы Нарусады                                                      |
| 9  | Мацудайра Ёсинари  | 松平義和 | 1804 — 1832    | 1776 — 1832 | Второй сын Токугавы Харутомо                                               |
| 10 | Мацудайра Ёситацу  | 松平義建 | 1832 — 1850    | 1800 — 1862 | Второй сын и преемник Мацудайры Ёсинари                                    |
| 11 | Токугава Мотинага  | 徳川茂徳 | 1850 — 1858    | 1831 — 1884 | Сын и преемник Мацудайры Ёситацу                                           |
| 12 | Мацудайра Ёсимаса  | 松平義端 | 1858 — 1860    | 1858 — 1860 | Старший сын Токугавы Мотинаги                                              |
| 13 | Мацудайра Ёситакэ  | 松平義勇 | 1860 — 1869    | 1859 — 1891 | Младший сын Мацудайры Ёситацу                                              |
| 14 | Мацудайра Ёсинари  | 松平義生 | 1869 — 1870    | 1855 — 1920 | Второй сын Ноиде Фусанори, усыновлен Мацудайрой Ёситакэ                    |